# Partido de la Sierra en Tobalina
Partido de la Sierra en Tobalina é um município da Espanha na província de Burgos, comunidade autónoma de Castela e Leão, de área 44,316 km² com população de 89 habitantes (2007) e densidade populacional de 2,26 hab/km².

## Demografia
| Variação demográfica do município entre 1991 e 2004 | Variação demográfica do município entre 1991 e 2004 | Variação demográfica do município entre 1991 e 2004 | Variação demográfica do município entre 1991 e 2004 |
| --------------------------------------------------- | --------------------------------------------------- | --------------------------------------------------- | --------------------------------------------------- |
| 1991                                                | 1996                                                | 2001                                                | 2004                                                |
| 77                                                  | 90                                                  | 76                                                  | 68                                                  |